# Portugal, Madeira e Açores
Portugal, Madeira e Açores foi um jornal quinzenal fundado em 1884 por Eduardo Augusto de Sousa Ribeiro.
O Jornal, publicado em Lisboa era dirigido pelo seu proprietário Sousa Ribeiro e tinha como objectivo principal, a defesa dos interesses das Ilhas Adjacentes, dando a conhecer aos portugueses continentais as dificuldades e carências existentes nas ilhas.
Este periódico publicou em 7 de Abril de 1946 a primeira publicação literária de Natália Correia, o poema "À Partida de São Miguel".
Domingos Mendes de Faria foi correspondente do jornal na Ilha do Faial.
A sociedade "Portugal, Madeira e Açores, Limitada", dirigida por Adelaide Bettencourt Pereira e António Martins da Cruz, adquiriu no Século XX, a propriedade do jornal, que deixou de ser publicado no início da década de 50.